# توماس تريمبلي
توماس تريمبلي هو محامي وقاضي وسياسي كندي، ولد في 13 ديسمبر 1895 في شوديير أبالاش في كندا، وتوفي في 24 أبريل 1988 في مدينة كيبك في كندا. انتخب مستشار الملك.